# Взрослая анимация
Взрослая анимация (также анимация для взрослых или мультфильмы для взрослых) — жанр анимации, ориентированный на взрослую или подростковую аудиторию. Произведения этого жанра отличаются наличием ненормативной лексики, чёрного юмора, сексуального или намекающего на него контента, изображением насилия или другими тематическими элементами, неподходящими для детей. Работы в этом жанре могут исследовать философские, политические или социальные вопросы. Некоторые постановки известны своими сложными и экспериментальными методами повествования и анимации.
В жанре взрослой анимации издаются мультфильмы, мультсериалы, анимационные ситкомы и веб-сериалы. Наиболее известными произведениями в этом жанре являются мультсериалы «Южный Парк», «Гриффины», «Бивис и Баттхед», «Робоцып», «Рик и Морти».
Любителей взрослой анимации называют кидалтами (англ. kidult, сокр. от kid — ребёнок и adult — взрослый) или «новыми взрослыми».

## История
Предвестниками появления взрослой анимации считаются мультфильмы, рассчитанные на аудиторию всех возрастов (в том числе для семейного просмотра), например «Флинтстоуны» и «Симпсоны», а катализатором активного развития считается «анимационный бум 90-х». После него стали появляться проекты, изначально рассчитанные на взрослую аудиторию, например «Бивис и Баттхед», «Южный Парк» и «Гриффины». В 1991 году на телеканале MTV была выпущена программа Liquid TV, которая транслировала взрослую анимацию. Именно в рамках этой программы впервые был показан сериал «Бивис и Баттхед». В 2001 году телеканал Cartoon Network выделил ночной блок под названием Adult Swim, во время которого транслировались мультфильмы для взрослых и аниме. В России блок был представлен в 2007—2021 годах телеканалом 2x2, как сеткой полуночного вещания, так и общим оформлением.

## Россия

### 2х2
Основной платформой для просмотра взрослой анимации в России стал телеканал 2х2. В 2007 году он провёл ребрендинг, после которого стал позиционировать себя «первым российским анимационным каналом для взрослых». В основу сетки вещания 2х2 легли наиболее известные представители взрослой анимации (Южный Парк, «Гриффины», «Бивис и Баттхед», «Робоцып», «Футурама», «Американский папаша», «Конь БоДжек»). В 2007—2021 годах в ночное время на 2х2 транслировался Adult Swim — блок телеканала Cartoon Network, рассчитанный на взрослую аудиторию.
Из-за трансляции взрослой анимации у телеканала возникало множество конфликтов. Так, например, 2х2 получал множество предупреждений от Роскомнадзора и Россвязьохранкультуры, в частности, за трансляцию некоторых серий «Южного парка» в связи с «пропагандой культа насилия и жестокости». Также имел место конфликт с Российским объединённым союзом христиан веры евангельской (пятидесятниками) в 2008 году, который подавал жалобы в Генпрокуратору из-за оскорбления религиозных чувств в сериях того же мультфильма. Позже у пятидесятников добавились претензии и к остальным мультфильмам для взрослых, транслируемых по 2х2. Эксперты, привлечённые генеральной прокуратурой, утверждали, что эти мультсериалы вызывают «физические и нравственные страдания», «панику», «ужас» и «чувство страха». Это породило волну возмущения и протестов со стороны поклонников канала. В ответ на попытки снять с эфира мультфильмы для взрослых, поклонниками был проведён ряд акций в их поддержку. В Москве и Санкт-Петербурге состоялась серия одиночных пикетов, а также сбор подписей в поддержку телеканала. Предупреждение от прокураторы было обжаловано телеканалом.
В ноябре 2020 года видеоплатформа Premier и телеканал 2х2 объявили о начале сотрудничества по производству взрослой анимации. Было заявлено о запуске минимум трёх мультсериалов в 2021 и 2022 гг. Директор «2х2», Денис Всесвятский, сказал, что это откроет «новую эру в индустрии взрослой анимации в России». 19 апреля 2022 года состоялась премьера мультсериала «Take My Muffin» — первого в мире мультфильма, который создан при поддержке криптосообщества и вышел на рынок NFT.

## США
В Соединённых Штатах до вступления в силу кодекса Хейса некоторые короткометражные мультфильмы содержали юмор, предназначенный для взрослых зрителей, а не для детей. После введения системы рейтинга фильмов Американской ассоциации независимые производители попытались создать свою альтернативу популярной в то время анимации. Первоначально несколько анимационных студий в Соединённых Штатах пытались производить анимацию для взрослой аудитории, но всеобщее внимание и успех привлекли более поздние примеры. Анимация для взрослых в США включает шоу с элементами супергероев, научной фантастики и фэнтези. Наиболее известными произведениями в жанре взрослой анимации, выпущенными в США считаются «Конь БоДжек», «Футурама», «Бивис и Баттхед», «Робоцып», «Южный Парк», «Рик и Морти», «Гриффины», «Американский папаша» и «Крайний космос».